# Trinkl (Einheit)
Trinkl war ein österreichisches Volumenmaß für Flüssigkeiten und galt in Tirol. Die Bozener Maß unterschied sich von der Wiener.
- 1 Trinkl = 0,409 Liter

Die Maßkette war
- 1 Maß = 2 Trinkl/Halbe = 4 Seidl/Vierling = 8 Pfiff/Fräggl/Fraggelen = 16 Pudelen = 32 Stamperlen = 0,817 Liter
- 1 Fräggl = 0,102 Liter
- 8 Maß = 1 Patzeyn
- 12 Patzeyn = 1 Yhren